# Forum:autoren
Das forum:autoren ist eine Literaturveranstaltung. Als fester Bestandteil des Literaturfests München wird es von jährlich wechselnden Schriftstellern kuratiert und nach freiem Ermessen gestaltet, das bedeutet, sie oder er wählt ein Motto, die Veranstaltungsformate und die Autoren, Künstler und Wissenschaftler, die nach München eingeladen werden.

## 2010 Ilija Trojanow mit „lokal:global“
Ilija Trojanow kuratierte vom 17. bis 25. November 2010 das erste forum:autoren. Als „Weltensammler“ fokussierte er das Kosmopolitische, die Vielstimmigkeit und Mehrsprachigkeit in der Literatur: Unter dem Motto „lokal:global“ lud der deutsche Schriftsteller mit bulgarischen Wurzeln rund 60 Vertreter der zeitgenössischen Weltliteratur zu verschiedenen Veranstaltungen ein.
In der Reihe „Doppelter Boden“ diskutierten je zwei Schriftsteller über aktuelle (literarische) Themen. Zu Gast waren unter anderem Umberto Eco, Herta Müller, Juli Zeh, Ferdinand von Schirach und Rafael Chirbes.
Unter dem Motto „Östlich ist südlich von westlich“ zeigten Autoren wie Sherko Fatah, John Wray, German Sadulajew, László Krasznahorkai, Joseph Boyden oder Karl-Markus Gauß, wie globale Literatur die Welt als Ganzes begreift und geografische Grenzen überwindet.
„Chamissos Charme“ präsentierte mit Marica Bodrožić, Terézia Mora, Ilma Rakusa, José F. A. Oliver und Tzveta Sofronieva fünf Adelbert-von-Chamisso-Preisträger, die jeweils gemeinsam mit einem Autor aus ihrem Ursprungsland lasen. So traf beispielsweise Terézia Mora auf Péter Esterházy, dessen Werk sie teilweise selbst ins Deutsche übersetzt.
„Zugespitzt und aufgespießt“ hießen drei Abende im Münchner Volkstheater, an denen Satiriker, Kabarettisten und Wortkünstler wie Ralf König, Christoph Süß, Ben Lewis, Thomas Gsella und Pedro Lenz auftraten.
Weitere Veranstaltungsformate waren „Eine Geschichte, die weitergeht“ (zwei vierstündige Spaziergänge durch München mit fünf oder sechs Schriftstellern, die an ausgewählten Stationen aus ihren Werken lasen), „Word-Raga“ (eine elfstündige Echtzeitlesung), das Symposion „Ein Weltkanon im Zeitalter der Globalisierung“ und das „Literaturfest“.

## 2011 Matthias Politycki mit „Die Welt auf Deutsch“
Der Autor Matthias Politycki setzte auf die Vielstimmigkeit und Welthaltigkeit der deutschsprachigen Gegenwartsliteratur und unternahm vom 11. bis 18. November 2011 unter dem Motto „Die Welt auf Deutsch“ mit über 50 Schriftstellern eine Standortbestimmung der Literatur hierzulande.
In dem Programm „Backstage“ luden 20 Gymnasial-Oberstufen je einen beim forum:autoren auftretenden Schriftstellern zum Dialog an ihre Münchner Schule.
In der Reihe „Klartext“ diskutierten jeweils bis zu zehn Schriftsteller, Journalisten mit den Germanisten der Münchner LMU über die deutsche Gegenwartsliteratur. Den Ausgangspunkt der Diskussion bildeten fünfminütige Statements zweier Teilnehmer, die per Los ermittelt wurden.
Bei den Prosa-Lesungen präsentierten zehn Autoren-Duos im Literaturhaus München ihre Werke und diskutierten zu einem gesetzten Motto wie „Flucht in die Fremde“ oder „Familienrätsel“. Zu Gast waren Urs Widmer, Feridun Zaimoglu, Sibylle Lewitscharoff, Kathrin Schmidt und Michael Stavarič.
Paul Nizon war in einem Soloauftritt in den Münchner Kammerspielen zu erleben.
Bei der „Samstagnachmittagserklärung“ debattierten acht Autoren in vier Diskussionsrunden über Fragen wie „Haben Sie das alles selbst erlebt?“, „Made in Germany – ein Auslaufmodell?“ und weitere grundlegende oder aktuelle Fragen zur Gegenwartsliteratur. Auf dem Podium waren unter anderem Annette Pehnt, Martin Mosebach und Dagmar Leupold.
In der vierstündigen „Lyriklounge“ trafen sich zehn Lyriker in je ungleichen Paaren auf der Bühne des Club Ampere., so beispielsweise F. W. Bernstein und Ulrike Almut Sandig, Nora Bossong und Steffen Jacobs.
Nach den Lesungen lud an jedem Abend ein anderer Münchner Verlag zum „Salon der lebenden Schriftsteller“ in die Brasserie OskarMaria im Literaturhaus München.
Beim Abschlussabend „Wie geht’s weiter?“ im Münchner Volkstheater sprachen Jan Brandt, Kirsten Fuchs, Odile Kennel und Simon Urban über Themen, Formen, Sprache und präsentierten ihre Debüts.

## 2012 Thea Dorn mit „Hinaus ins Ungewisse!“
Unter dem Motto „Hinaus ins Ungewisse“ rief die Schriftstellerin und Moderatorin Thea Dorn vom 15. bis 24. November 2012 dazu auf, „das Leben wieder als das zu entdecken, was es im Kern geblieben ist: ein unvorhersehbares, teils beglückendes, teils schmerzliches Abenteuer“.
Es lasen unter anderem Martin Walser, Christoph Ransmayr, A. L. Kennedy, Marie Pohl, Karen Duve, Florian Weber, Vladimir Sorokin, Christian Kracht und Jenny Erpenbeck.
Bei „Die Lange Nacht der Nacht“ im Münchner Volkstheater präsentierte Franz Wittenbrink einen eigens fürs forum:autoren konzipierten Liederabend; Andreas Fröhlich las aus Walter Moers’ Käpt’n Blaubär; Elisabeth Bronfen, John Burnside, Albert Ostermaier und Christiane Rösinger präsentierten Texte und Lyrik über die Nacht.
Auf dem von Thea Dorn moderierten Symposion „Jenseits der Sicherheit?“ diskutierten die Theologin Petra Bahr, die Philosophen Rüdiger Safranski und Peter Sloterdijk und der Sozialpsychologe Harald Welzer; das korrespondierende Podium „Jenseits der Wirklichkeit?“ war besetzt mit den Autoren Clemens J. Setz, Felicitas Hoppe, John Burnside und Sibylle Lewitscharoff.
Den Abschluss bildete ein Abend in der Münchner Erlöserkirche zum Thema „Was ist Gott?“ mit Kurt Flasch und Wolfgang Rihm.

## 2013 Dagmar Leupold mit „Stadt Land Fluss. Geschichten von der Gegenwart“
Zu ihrem forum:autoren lud vom 7. bis 16. November 2013 die Münchner Schriftstellerin Dagmar Leupold über 50 internationale Autoren, Künstler, Architekten sowie Journalisten und Wissenschaftler ein. Unter dem Motto „Stadt Land Fluss. Geschichten von der Gegenwart“ erkundeten diese in Lesungen, Gesprächen, Diskussionen unterschiedliche reale und fiktive Lebenswelten. Zu Gast waren auch Henning Mankell, Teju Cole, Cees Nooteboom, Jeet Thayil, Assaf Gavron, Alain Mabanckou, Erri De Luca und Navid Kermani.
Die Schriftsteller Jurij Andruchowytsch, Julia Schoch und Ingo Schulze, sprachen in einer Diskussionsrunde über „Spielräume der Literatur“, die Architekten Diébédo Francis Kéré und Amandus Sattler und die Architektur-Journalisten Gerhard Matzig und Andreas Denk über „Spielräume des Alltags“.
Bei der Klassikermatinee im Max-Joseph-Saal der Münchner Residenz lasen Wiebke Puls, Fridolin Schley, Uwe Timm, Udo Wachtveitl und Axel Milberg aus berühmten Stadt- und Provinzromanen der klassischen Moderne.
Die Lyrikabende mit Titeln wie „Drunten am Fluss“ oder „Poetisches Wasserwerk“ verknüpften Texte mit Musik. Zu Gast waren beispielsweise Serhij Zhadan, Werwolf Sutra, Nico Bleutge, Anja Utler, Jeffrey Yang, marmar cuisine, Josef Brustmann, Robin Robertson, Jan Wagner, Christos Ikonomou und Nino Vetri.

## 2014 Clemens Meyer mit „In Gefahr und größter Not bringt der Mittelweg den Tod“
Der Leipziger Autor Clemens Meyer inszenierte vom 20. bis 27. November 2014 acht Abende, in denen er Literatur, bildende Kunst, Theater, Film und Musik miteinander verknüpfte. Zentrale Spielstätte des forum:autoren 2014 war das Mixed Munich Arts (MMA) in einem ehemaligen Heizkraftwerk mitten in München.
Hier fand der Eröffnungsabend im Geiste von Louis-Ferdinand Céline, Jean Genet, Hubert Fichte und Jörg Fauser statt – mit Gästen wie Ulrich Peltzer, Aurel Manthei, Franz Dobler und der bildenden Künstlerin Kerstin Schiefner. Jonathan Meese feierte sich und die „Diktatur der Kunst“. Einen Lyrik-Abend bestritten der Leipziger Lyriker Andreas Reimann, der dänische Autor und Klangkünstler Morten Søndergaard und sein Drummer Klaus Q Hedegaard Nielsen.
In den Münchner Kammerspielen zeigte Clemens Meyer das von ihm entwickelte und moderierte Cut-up-Theaterstück „Danton oder Tod im Dschungelcamp“, ebenfalls auf der Bühne zu sehen waren unter anderem der Schriftsteller Jürgen Ploog und der Historiker Thomas Kuczynski. Die Schriftsteller Sten Nadolny und Thomas Rosenlöcher trafen sich in einem „Sonntagssalong“; und der Filmemacher Roland Klick zeigte in den City-Kinos Auszüge aus seinen Lebenswerk.

## 2015 Albert Ostermaier mit „front:text“
Der Münchner Schriftsteller Albert Ostermaier stellte vom 18. bis 27. November 2015 engagierte und politische Literatur in den Mittelpunkt. Idee und Ziel seines Mottos „front:text“ war es, mit Flüchtlingen in den Dialog zu treten und ihre Geschichten über Texte und Bilder neu zu vermitteln. Internationale Gäste aus Literatur, Kunst und Politik lasen, sprachen über Flucht- und Exilerfahrungen und erörterten die Asylpolitik. Die rund 25 Veranstaltungen fanden an verschiedenen Münchner Orten statt.
Salman Rushdie trat im Cuvilliés-Theater auf, Karim Miské im Münchner Volkstheater, Jenny Erpenbeck im Club Milla, Zeruya Shalev im Marstall München, Ilija Trojanow im Ampere im Muffatwerk, Scholastique Mukasonga in der Import Export Kantine, Ala al-Aswani und Najem Wali im Staatlichen Museum Ägyptischer Kunst.
Bei den „Autorenreisen“ lasen Sandra Hoffmann, Nuran David Calis, Davide Enia und Vyacheslav Kupriyanov Texte über eigens für „front:text“ unternommene Reisen an Brennpunkte wie Lampedusa oder das türkisch-syrische Grenzgebiet.
In Kooperation mit Refugio München und dem Allitera Verlag entstand die Anthologie „Die Hoffnung im Gepäck“, für die Münchner Autoren die Erlebnisse Geflüchteter aufschrieben. In der Reihe „Fluchtgeschichten“ wurden diese im Lyrik Kabinett präsentiert.
Das dreiteilige Symposion „front:text:kontext“ erkundete Handlungs- und Spielräume innerhalb der Flüchtlingsthematik, mit dabei waren Martin Roth, Markus Kaim, Mekonnen Mesghena und Nizaqete Bislimi.
Auf dem von Bas Böttcher zusammengestellten Poetry-Abend „We are Slamily“ in der Muffathalle im Muffatwerk traten Dalibor Marković, Sulaiman Masomi, Jacinta Nandi und Temye Tesfu auf. Bei „Heimat International“ präsentierten sechs Jugendliche eigene Texte, die im von Pierre Jarawan geleiteten Workshop entstandenen; bei „Fußball ist unser Leben“ kickte Albert Ostermaier unter den Augen von Felix Magath mit Mitgliedern der Autorennationalmannschaft und einer Auswahl der interkulturellen Straßenfußball-Liga Bunt kickt gut. Und zum „front:text:finale“ in der Bar Gabanyi kam Herbert Grönemeyer als Überraschungsgast.

## 2016 Elke Schmitter mit „ein wort gibt das andere“
Unter dem Motto „ein wort gibt das andere“ erkundete die Journalistin und Schriftstellerin Elke Schmitter vom 10. bis 19. November 2016 gemeinsam mit internationalen Gästen aus Literatur, Poesie, Musik, Theater, Wissenschaft, Journalismus die Möglichkeiten und Grenzen der Sprache. Die Vorträge, Diskussionen, Lesungen, Sprechgesänge, Performances und Konzerte fanden teils im Literaturhaus München, teils an anderen Orten statt.
In der Großen Aula der Ludwig-Maximilians-Universität trafen sich die Nobelpreisträgerinnen Swetlana Alexijewitsch und Herta Müller erstmals zum Gespräch. Carolin Emcke trat in den Münchner Kammerspielen auf, Lena Herzog präsentierte in Museum Fünf Kontinente ihr künstlerisches Filmprojekt „Last Whispers“, im Einstein Kultur fand ein musikalischer Lyrik-Abend zu Ehren von Peter Rühmkorf statt und im Lyrik Kabinett einer für Leonid Aronson. Paul Murray las im Ampere, und Raoul Schrott und Katja Lange-Müller waren im Literaturhaus zu Gast.
Die Regisseurin und Schriftstellerin Judith Kuckart entwickelte mit der Dramaturgin Sibille Hüholt und drei blinden Frauen die szenische Textcollage „Rot ist, wie ein Holzkästchen sich anfühlt“, die diese und Brigitte Hobmeier in den Münchner Kammerspielen uraufführten.
Das zweiteilige Symposion „Lasst uns über Sprachen reden“ im Literaturhaus München beschäftigte sich mit dem Mythos Muttersprache, ihrer politischen Kraft und unserem Zeitalter der Verschriftlichung. Es diskutierten unter anderem Jochen Hörisch, Jürgen Trabant, Karl Freller, Ulrike Guérot und Senthuran Varatharajah.
In Zusammenarbeit mit dem Deutschen Übersetzerfonds fand der Übersetzertag erstmals in München statt: Bei „Kannitverstan“ sprachen Alida Bremer, Frank Günther, Gunhild Kübler, Christian Hansen und Stefan Weidner übers (Nicht-)Verstehen.
An drei Abenden gab es eine „Bänkelbar“ im Hofspielhaus. Hier traten Lyriker wie Najet Adouani, Enoh Meyomesse, Jan Wagner, Björn Kuhligk, Michael Krüger, Joachim Sartorius, Ulrike Draesner im Wechsel mit Musikern und Performance-Künstlern auf, darunter Hinemoana Baker, Maud Vanhauwaert, Cornelia Zink und Ines Honsel.

## 2017 Doris Dörrie mit „Alles Echt. Alles Fiktion“
Das von der Münchner Filmemacherin und Autorin Doris Dörrie gemeinsam mit dem Literaturhaus München entwickelte Programm beleuchtete das Spiel mit Imagination und Wirklichkeit in der global vernetzten Welt: Vom 16. bis 24. November 2017 präsentierten internationale Gäste vornehmlich im Literaturhaus ihre literarische, filmische und/oder wissenschaftliche Auseinandersetzung mit Herkunft und dem eigenen Ich, mit Erfundenem und Realem.
Jeder Abend stand unter einem eigenen Thema, z. B. „Das zersplitterte Ich“ „Doku oder Dichtung“, „Weißt du noch?“ oder „Alles erfunden?“, und verband verschiedene Veranstaltungsformate. Im Leseprogramm zu Gast waren unter anderem Deborah Feldman, Elena Lappin, Ariel Levy, Sven Regener, Arno Frank, Jakob Hein, Ijoma Mangold, Catherine Millet, Alina Herbing, Daniel Schreiber, Amy Liptrot, Dmitrij Kapitelman, Frank Witzel und Ingo Schulze.
Parallel dazu lief an der Hochschule für Fernsehen und Film München die Reihe „Filme lesen“ mit Dokumentarfilm-Screenings und anschließenden Gesprächen mit Florian Burkhardt, Uli Oesterle und anderen. Doris Dörrie zeigte im Rahmen einer Masterclass ihre drei Filme Erleuchtung garantiert, Kirschblüten – Hanami, Grüße aus Fukushima und sprach über deren Machart; Maya Reichert führte im Literaturhaus in einem Workshop in die Technik des Filmelesens ein.
Bei einem zweiteiligen Symposion sprachen und diskutierten Kai Strittmatter, Michael Butter und Klaus Theweleit über „Lüge und Fiktion“ sowie Martin Korte, Beate Stolte, Monika Betzler und Werner Siefer über „Lüge in Erinnerung“. F. C. Delius und Verena Kast hielten jeweils im Anschluss Vorträge zum Thema.
Ein Experten-Podium über Podcasts erörterte den aktuellen Stand des seriellen Erzählens in Deutschland, und bei dem Graphic-Novel-Abend „Mein Ich in Bildern“ präsentierten Barbara Yelin, Paco Roca und Hamid Sulaiman ihre künstlerischen Werke und sprachen über ihre Arbeitsweise.
Im Spätprogramm in der eigens für das Literaturfest München eingerichteten Bar Panoptikum traten Isolation Berlin, La Triviata, Dheema sowie Polly Lapkovskaja und Jovana Reisinger auf.

## 2018 Jan Wagner mit „Schönes Babel. Europäische Lektüren“
Der Lyriker Jan Wagner stellte in seinem vom 14. bis 23. November 2018 stattgefundenen Programm die sprachliche Vielfalt des europäischen Kontinents ins Zentrum – wobei er dies im geografischen und kulturellen Sinne verstand und die Ukraine und Russland mit einschloss. Mit besonderem Fokus auf Autoren aus dem Vereinigten Königreich gestaltete sich dieses forum:autoren angesichts des für März 2019 geplanten Brexits ausnehmend politisch.
Zum Auftakt diskutierten Aris Fioretos, Navid Kermani, Ilma Rakusa im Literaturhaus München mit Jan Wagner über die Potenziale und Probleme Europas. Auf zwei Symposien nahmen David Constantine, Hugo Hamilton, Lavinia Greenlaw, Sujata Bhatt, Jo Shapcott und weitere Gäste zu der provokanten Frage „Die schönen Inseln?“ Stellung – um im Anschluss unter dem Motto „Die schönen Inseln!“ eigene Texte zu lesen.
In drei großen Lyriknächten im Marstall München, Lyrik Kabinett und Münchner Volkstheater lasen zeitgenössische Dichter wie Aleš Šteger, Serhij Zhadan, Els Moors, Valzhyna Mort, Morten Søndergaard, Tadeusz Dąbrowski, Georgi Gospodinov, Kinga Tóth, Nikola Madzirov, Kateřina Rudčenková, Simon Armitage, Bela Cherutishvili, Luljeta Lleshanaku und Agnė Žagrakalytė ihre Werke im Original. Bei „Kleines Babel“ brachten Nuala Ní Dhomhnaill, Róža Domašcyna, Roberta Dapunt, Marlene Schuen und Natalie Plöger im Milla Club unbekanntere Sprachen wie Ladinisch, Sorbisch oder irischem Gälisch zu Gehör.
„Wie setzt man über? Von Literatur zu Film“, fragte Doris Dörrie in der Hochschule für Fernsehen und Film München den britischen Autor Edward St Aubyn und den deutschen Regisseur Edward Berger, der in der Miniserie Patrick Melrose St. Aubyns fünfteilige autobiografisch inspirierte Romanreihe verfilmte.
Um die Herausforderungen und Schönheiten der Literatur und des Übersetzens ging es bei „Wie setzt man über? Von Sprache zu Sprache“ mit A. L. Kennedy, John Burnside, Ingo Herzke und Iain Galbraith.
Ein Abend war dem Portal für Literatur und Musik aus Krisengebieten „Weiter Schreiben“ gewidmet: Ramy Al-Asheq, Lina Atfah, Aref Hamza, Noor Kanj, Svenja Leiber und die Mitinitiatorin Annika Reich sprachen um Club Ampere mit Alex Rühle über das Konzept und lasen eigene Texte.
In einer von Christoph Keller initiierten temporären Schnapsbar im Luitpoldblock traten in der nächtlichen Reihe „Séancen mit Substanzen“ Literatur, Musik und Schnaps in Dialog: Zu Gast waren hier neben einigen oben bereits genannten Festivalgästen Michael Krüger, Werner von Koppenfels, Michael Walter.

## 2019 Ingo Schulze mit „Einübungen ins Paradies. Fragen an die Welt nach 1989“
Vom 14. bis 23. November 2019 untersuchte der Schriftsteller Ingo Schulze die internationalen Folgen des politischen Umbruchs vor dreißig Jahren. In 31 Veranstaltungen lasen und diskutierten über 40 Autorinnen und Autoren aus aller Welt.
In der Reihe „Fragen an die Welt nach 89“ erzählten je zwei Gäste verschiedener Nationalitäten, welche Veränderungen und Folgen sie mit dem „Umbruch von 1989“ verbanden. Die Basis für die Begegnungen bildeten Texte, die die Teilnehmenden eigens dafür verfasst hatten. Ins Gespräch kamen hier unter anderem Frank Witzel und Dževad Karahasan, Lukas Bärfuss und César Rendueles, Marcial Gala und Aleš Šteger, Yitzhak Laor und Vladimir Sorokin, Xiao Xiao und Wolfgang Kubin. In einer weiteren Reihe trafen die Autorinnen und Autoren auf andere Gegenüber und lasen aus ihren aktuellen Werken.
Auf einem vierteiligen Symposium diskutierten Ethel Matala de Mazza, Judith Schalansky und Frank Witzel über Vorstellungen vom „Paradies“. Bei Daniela Dahn, Manja Präkels und Mark Terkessidis ging es um Rassismus und Nationalismus. Bénédicte Savoy, Fiston Mwanza Mujila und Stephan Lessenich untersuchten Beziehungen zum Kolonialismus, und Joseph Vogl, Silke van Dyk und Philipp Ther dachten über den Wechsel von Besitzverhältnissen nach.
Bei der Jubiläumsparty „Books for Future“ beantworteten Ingo Schulze sowie die früheren forum:autoren-Kuratoren Doris Dörrie, Elke Schmitter, Albert Ostermaier, Dagmar Leupold und Matthias Politycki in Kurzlesungen und Performances die Frage: „Warum lesen?“ Ebenfalls zu Gast waren Bas Böttcher, Fiston Mwanza Mujila und Konnexion Balkon.
Volker Braun las in einer Sonntagsmatinee, Marion Brasch und Andreas Keller widmeten Thomas Brasch einen szenischen Abend, und Jürgen Böttcher und Andreas Goldstein zeigten ihre Dokumentarfilme „Der Sekretär“ bzw. „Der Funktionär“.
Bei der Abschlussveranstaltung „Im Westen nichts Neues? Fragen an München nach 1989“ lasen und diskutierten Fridolin Schley, Katja Huber, Dagmar Leupold und Tilman Spengler sowie fünf ausgewählte Leser der Abendzeitung über ihre persönlichen Eindrücke des Umbruchs von 1989.
Mit „Unterwegs in München“ richtete sich Ingo Schulze an Menschen, die sonst nur unter Schwierigkeiten am Literaturfest teilnehmen könnten: Nachmittags lasen ausgewählte Autorinnen und Autoren unter anderem in der Frauenabteilung der JVA Stadelheim, dem Münchenstift und bei einer Stadtführung der Straßenzeitung BISS.

## 2020 abgesagt
Das für den 11. bis 29. November 2020 angekündigte Literaturfest „2020 – Vom Leben in der Zukunft“ mit Nora Gomringer als Kuratorin wurde im Juli 2020 aufgrund der Corona-Pandemie abgesagt.

## 2021 Sommer Edition und Literaturfest München
Vom 16. bis 24. Juni 2021 fand zunächst die „Sommer Edition“ des Literaturfests München, vom 17. November bis zum 5. Dezember das Literaturfest München 2021 statt.

## 2022 Tanja Maljartschuk mit der Programmreihe „Forum“
Für den Zeitraum vom 16. November bis zum 4. Dezember 2022 ist das 13. Literaturfest München mit dem Schwerpunkt Ukraine in der von Tanja Maljartschuk kuratierten Programmreihe „Forum“ angekündigt. Thema: „frei sein – Mitteleuropa neu erzählen“. Begleitend soll die 63. Münchner Bücherschau stattfinden.[veraltet]